# Sadam Sulley
Sadam Sulley (Zebilla, 16 ottobre 1996) è un calciatore ghanese, attaccante svincolato.

## Carriera
Il 1º luglio 2016 viene acquistato a titolo definitivo per 200.000 euro dalla squadra polacca del Legia Varsavia II.

## Statistiche

### Presenze e reti nei club
Statistiche aggiornate al 31 ottobre 2020.
| Stagione                  | Squadra                   | Campionato                | Campionato | Campionato | Coppe nazionali | Coppe nazionali | Coppe nazionali | Coppe continentali | Coppe continentali | Coppe continentali | Altre coppe | Altre coppe | Altre coppe | Totale | Totale |
| Stagione                  | Squadra                   | Comp                      | Pres       | Reti       | Comp            | Pres            | Reti            | Comp               | Pres               | Reti               | Comp        | Pres        | Reti        | Pres   | Reti   |
| ------------------------- | ------------------------- | ------------------------- | ---------- | ---------- | --------------- | --------------- | --------------- | ------------------ | ------------------ | ------------------ | ----------- | ----------- | ----------- | ------ | ------ |
| 2016-2017                 | Legia Varsavia II         | 3L                        | 14         | 1          | -               | -               | -               | -                  | -                  | -                  | -           | -           | -           | 14     | 1      |
| 2017-2018                 | Zemplín Michalovce        | SL                        | 23         | 5          | CS              | 2               | 0               | -                  | -                  | -                  | -           | -           | -           | 25     | 5      |
| 2018-2019                 | Zemplín Michalovce        | SL                        | 27         | 4          | CS              | 4               | 2               | -                  | -                  | -                  | -           | -           | -           | 31     | 6      |
| Totale Zemplín Michalovce | Totale Zemplín Michalovce | Totale Zemplín Michalovce | 50         | 9          |                 | 6               | 2               |                    | -                  | -                  |             | -           | -           | 56     | 11     |
| 2019-2020                 | Senica                    | SL                        | 18         | 2          | CS              | 4               | 3               | -                  | -                  | -                  | -           | -           | -           | 22     | 5      |
| 2020-2021                 | Ried                      | BL                        | 2          | 0          | CA              | 1               | 0               | -                  | -                  | -                  | -           | -           | -           | 3      | 0      |
| Totale carriera           | Totale carriera           | Totale carriera           | 84         | 12         |                 | 11              | 5               |                    | -                  | -                  |             | -           | -           | 95     | 17     |